# Мальдини, Даниэль
Даниэ́ль Мальди́ни (итал. Daniel Maldini; род. 11 октября 2001, Милан) — итальянский футболист, атакующий полузащитник клуба Серии A «Аталанта» и национальной сборной Италии. Сын бывшего защитника и капитана «Милана» Паоло Мальдини.

## Карьера
Родился в семье знаменитого защитника «Милана» итальянца Паоло Мальдини и венесуэльской модели Адрианны Фосса. Его старший брат Кристиан также футболист. Дед Чезаре был известным футболистом и тренером.
Даниэль — воспитанник футбольной академии «Милана». Дебютировал за взрослую команду 2 февраля 2020 года в матче чемпионата Италии против «Вероны» — вышел на поле по ходу второго тайма, заменив Саму Кастильехо. Он стал первым футболистом «Милана», который родился в 21-м веке и сыграл за клуб в матче Серии А. 25 сентября 2021 года забил свой первый гол за «Милан» в гостевом матче против «Специи». По итогам сезона 2021/22 стал чемпионом Италии. Таким образом семья Мальдини стала первой в Италии, представители которой становились чемпионом Италии в трех поколениях.
В 2019 году дебютировал в юношеской сборной Италии. По материнской линии он имеет право выступать за национальную сборную Венесуэлы.
29 июля 2022 года нападающий «Милана» Даниэль Мальдини перешёл в «Специю» на правах аренды. 5 ноября 2022 года в Серии А забил мяч за «Специю» в ворота «Милана». Всего в сезоне 2022/23 сыграл за «Специю» 18 матчей в чемпионате и забил два мяча.
В июле 2023 года перешёл на правах аренды в клуб Серии А «Эмполи». В январе 2024 года перешёл на правах аренды в «Монцу» до конца сезона 2023/24.
1 февраля 2025 года перешел из «Монцы» в «Аталанту» на постоянной основе.

## Достижения
«Милан»
- Чемпион Италии: 2021/22

## Статистика выступлений
| Клуб     | Сезон   | Лига | Лига | Кубок | Кубок | Еврокубки | Еврокубки | Итого | Итого |
| Клуб     | Сезон   | Игры | Голы | Игры  | Голы  | Игры      | Голы      | Игры  | Голы  |
| -------- | ------- | ---- | ---- | ----- | ----- | --------- | --------- | ----- | ----- |
| Милан    | 2019/20 | 2    | 0    | 0     | 0     | —         | —         | 2     | 0     |
| Милан    | 2020/21 | 5    | 0    | 0     | 0     | 4         | 0         | 9     | 0     |
| Милан    | 2021/22 | 8    | 1    | 2     | 0     | 3         | 0         | 13    | 1     |
| Милан    | Итого   | 15   | 1    | 2     | 0     | 7         | 0         | 24    | 1     |
| → Специя | 2022/23 | 18   | 2    | 2     | 1     | —         | —         | 20    | 3     |
| → Эмполи | 2023/24 | 7    | 0    | 0     | 0     | —         | —         | 7     | 0     |
| → Монца  | 2023/24 | 10   | 4    | 0     | 0     | —         | —         | 10    | 4     |
| Итого    | Итого   | 50   | 7    | 4     | 1     | 7         | 0         | 61    | 8     |

1. ↑  Серия A
2. ↑  Кубок Италии
3. ↑  Лига Европы УЕФА
4. ↑  Лига чемпионов УЕФА